# غلين والثر
غلين والثر (بالإنجليزية: Glenn Walther)‏ هو سياسي أمريكي، ولد في 15 أغسطس 1908 في الولايات المتحدة، وتوفي في 28 مارس 1997. حزبياً، نشط في الحزب الديمقراطي. وقد انتخب عضو مجلس نواب أركنساس.